# Bereden politie

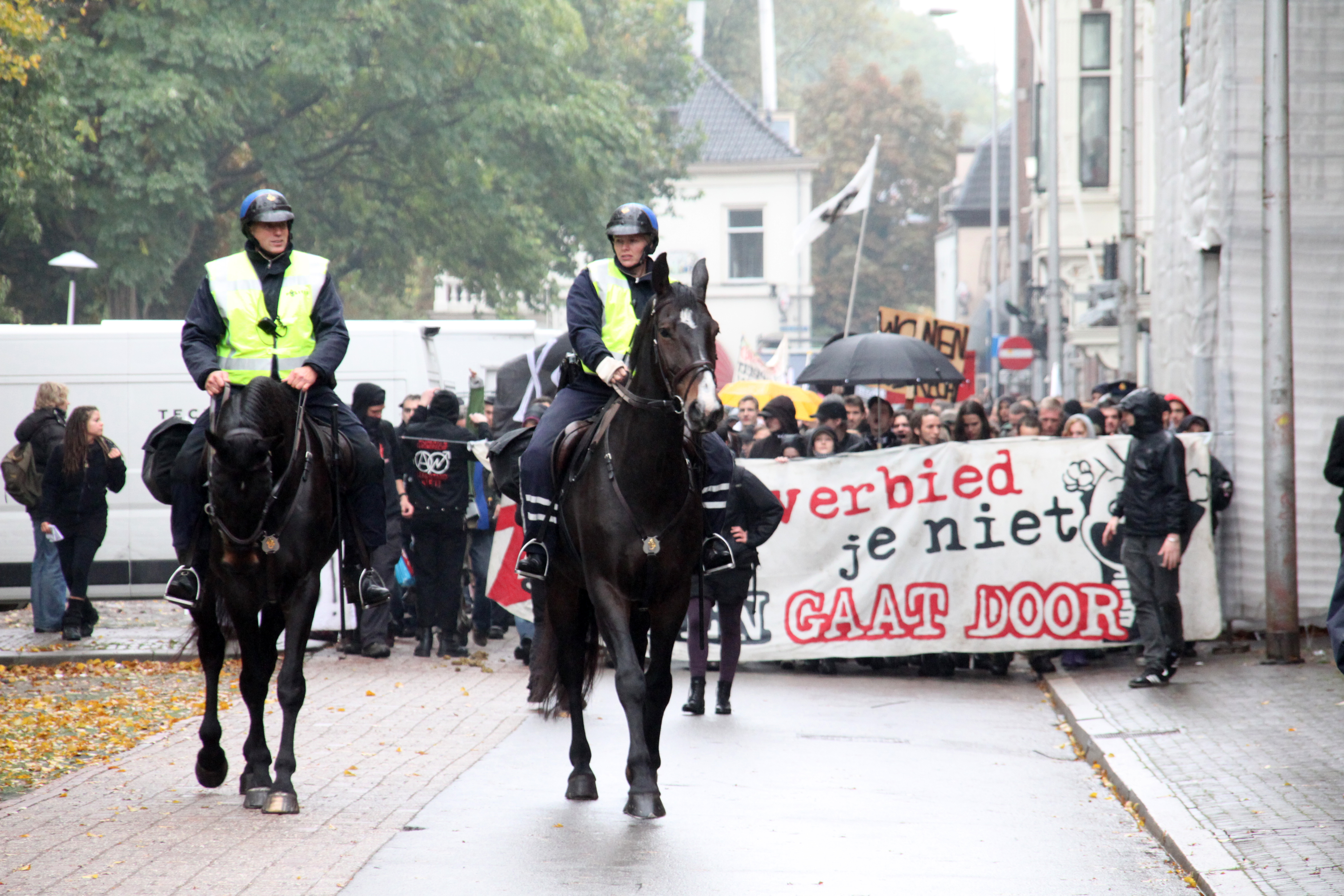
Bereden politie bij een demonstratie in Utrecht

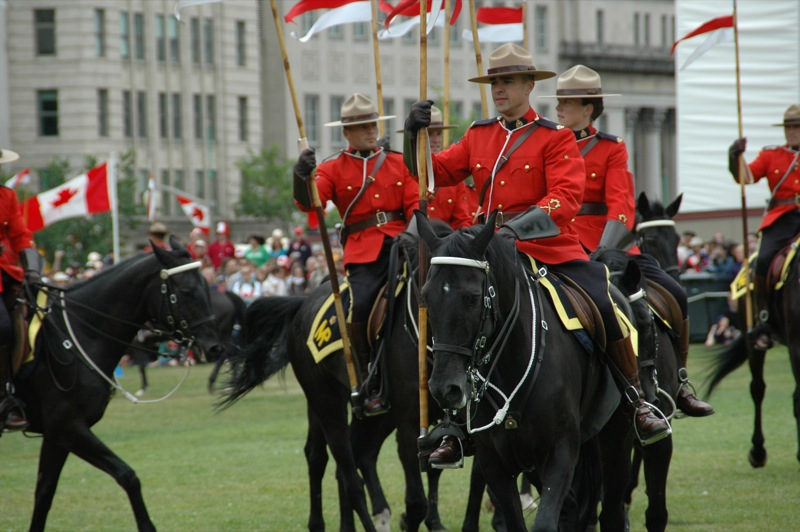
Leden van de Royal Canadian Mounted Police op Canada-dag

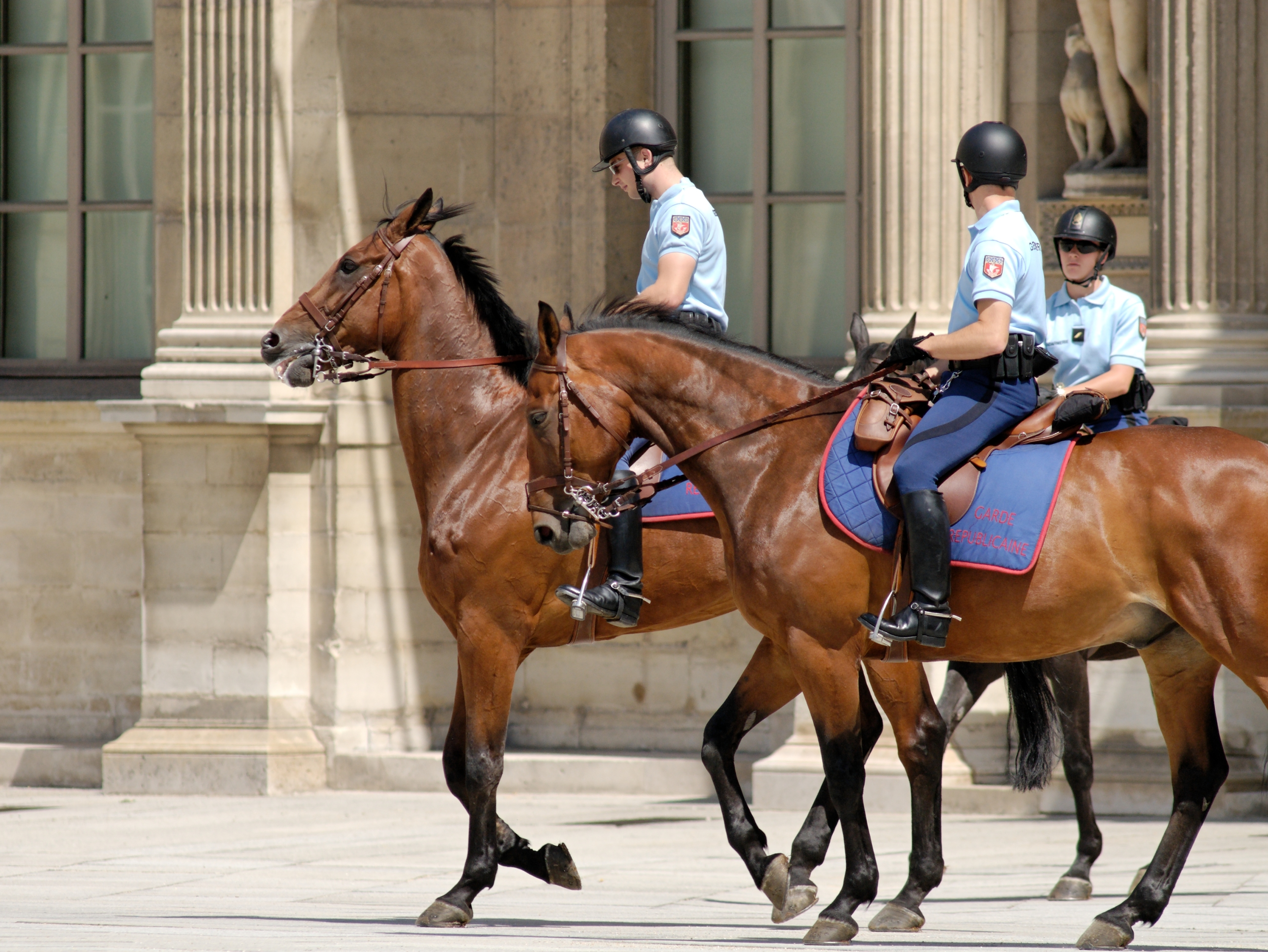
Patrouille bij het Louvre in Parijs

De bereden politie is politie te paard. Politiepaarden zijn goed getraind en gewend in ongewone situaties rustig te blijven. Een bereden agent heeft een goed overzicht en kan snel reageren wanneer dat nodig is.

## Bereden politie in België
De Belgische politie beschikt over verschillende politieagenten te paard. In 2015 is door minister van Binnenlandse Zaken Jan Jambon overwogen om die af te schaffen om kosten te sparen maar dit is niet gebeurd.

## Bereden politie in Nederland
Verschillende politieregio's van de Nationale Politie in Nederland hebben hun eigen bereden afdeling en daarnaast is er nog de Unit Bereden Politie als onderdeel van de Dienst Landelijke Operationele Samenwerking. De ruiters van de Unit Bereden Politie worden onder meer ingezet bij de Mobiele Eenheid en bij diverse evenementen, zoals voetbalwedstrijden, Prinsjesdag, en de Nijmeegse Vierdaagse.
De oudste bereden politieafdeling is de Bereden Brigade in Amsterdam, die in 1877 werd opgericht. Paarden konden ze gebruiken van de Cavaleriekazerne aan de Sarphatistraat. Rotterdam volgde in 1897 op initiatief van hoofdcommissaris Willem Voormolen, maar dan met eigen paarden voor tien ruiters. In 1899 kreeg ook de gemeentepolitie van Amsterdam eigen paarden.

## Bereden politie in Canada
De nationale politie in Canada, de Royal Canadian Mounted Police, in Nederlands, Koninklijke Canadese Bereden Politie dankt haar Engelse naam aan het feit dat het oorspronkelijk specifiek een korps van bereden politie was. Ook nu wordt er nog veel gebruikgemaakt van paarden. Overigens verwijst de andere officiële naam in het Frans van dit politiekorps, Gendarmerie royale du Canada,  niet naar paarden. De RCMP heeft ook een bereden muziekkorps, de Musical Ride.

## Bereden politie in Frankrijk
In Frankrijk maakt de Republikeinse Garde, een onderdeel van de Gendarmerie dat wordt ingezet voor beveiliging van hoogwaardigheidsbekleders en bij ceremoniële aangelegenheden, gebruik van paarden.